# Hermana
Hermana – żeńska forma imienia Herman.
Alternatywna forma – Hermina.
Hermana imieniny obchodzi 24 grudnia.